# Elecciones municipales de 2024 en la Región de Antofagasta
Las elecciones municipales de 2024 en la Región de Antofagasta se realizaron los días 26 y 27 de octubre de 2024 para elegir a los responsables de la administración local, es decir, de las comunas. La región se compone de 9 comunas.
Estas elecciones serán las primeras elecciones municipales realizadas bajo el sistema de inscripción automática y voto obligatorio, luego de la promulgación de la Ley 21524 que restableció el voto obligatorio. Estas elecciones se realizarán paralelamente a las elecciones de gobernadores y consejeros regionales de la región, cargos creados por la Ley 21073 de 2018, y que fueron elegidos por primera vez en 2021 y 2013, respectivamente.

## Precandidaturas
| Pacto                                        | Partido                                 | Candidatos |
| -------------------------------------------- | --------------------------------------- | ---------- |
| B. Izquierda Ecologista Popular              | Partido Humanista de Chile              | 1          |
| F. Partido Social Cristiano e Independientes | Partido Social Cristiano                | 1          |
| F. Partido Social Cristiano e Independientes | Independientes                          | 1          |
| H. Contigo Chile Mejor                       | Partido Comunista de Chile              | 1          |
| H. Contigo Chile Mejor                       | Partido por la Democracia               | 1          |
| H. Contigo Chile Mejor                       | Federación Regionalista Verde Social    | 3          |
| H. Contigo Chile Mejor                       | Independientes                          | 2          |
| K. Izquierda de Trabajadores                 | Partido de Trabajadores Revolucionarios | 1          |
| P. Partido de la Gente e Independientes      | Partido de la Gente                     | 3          |
| R. Centro Democrático                        | Demócratas                              | 1          |
| Y. Republicanos e Independientes             | Partido Republicano de Chile            | 1          |
| Z. Chile Vamos                               | Renovación Nacional                     | 1          |
| Z. Chile Vamos                               | Evolución Política                      | 1          |
| Z. Chile Vamos                               | Independientes                          | 5          |
| Candidaturas Independientes                  | Candidaturas Independientes             | 18         |
| Total de candidatos a alcalde                | Total de candidatos a alcalde           | 40         |

## Provincia de Antofagasta

### Antofagasta

#### Alcaldes
| Actual alcalde             | Jonathan Velásquez Ramírez (Ind.) | Jonathan Velásquez Ramírez (Ind.) | Jonathan Velásquez Ramírez (Ind.) | Jonathan Velásquez Ramírez (Ind.) | Jonathan Velásquez Ramírez (Ind.) |
| Candidato                  | Pacto                             | Partido                           | Votos                             | %                                 | Resultado                         |
| -------------------------- | --------------------------------- | --------------------------------- | --------------------------------- | --------------------------------- | --------------------------------- |
| Jonathan Velásquez Ramírez | Independiente                     | Ind.                              | 41.291                            | 19,39%                            |                                   |
| Pablo Iriarte Ramírez      | Contigo Chile Mejor               | PCCh                              | 41.741                            | 19,60%                            |                                   |
| Sacha Razmilic Burgos      | Chile Vamos                       | EVO                               | 56.649                            | 26,60%                            | Alcalde electo                    |
| Roberto Soto Alballay      | Republicanos                      | PRCh                              | 19.326                            | 9,08%                             |                                   |
| Ricardo Vargas Valenzuela  | Partido de la Gente               | PDG                               | 9087                              | 4,27%                             |                                   |
| Eslayne Portilla Barraza   | Partido Social Cristiano          | PSC                               | 17.320                            | 8,13%                             |                                   |
| Adela Pizarro Goncálvez    | Izquierda Ecologista Popular      | PH                                | 4.200                             | 1,97                              |                                   |
| Daniela Avilés Honores     | Izquierda de Trabajadores         | PTR                               | 9.670                             | 4,54%                             |                                   |
| Luis Aguilera Villegas     | Independiente                     | Ind.                              | 13.670                            | 6,42%                             |                                   |

### Mejillones

#### Alcaldes
| Actual alcalde              | Marcelino Carvajal Ferreira (PPD) | Marcelino Carvajal Ferreira (PPD) | Marcelino Carvajal Ferreira (PPD) | Marcelino Carvajal Ferreira (PPD) | Marcelino Carvajal Ferreira (PPD) |
| Candidato                   | Pacto                             | Partido                           | Votos                             | %                                 | Resultado                         |
| --------------------------- | --------------------------------- | --------------------------------- | --------------------------------- | --------------------------------- | --------------------------------- |
| Marcelino Carvajal Ferreira | Contigo Chile Mejor               | PPD                               | 5.557                             | 66,89%                            | Alcade reelecto                   |
| Grecia Biaggini Sánchez     | Chile Vamos                       | RN                                | 1.463                             | 17,61%                            |                                   |
| Luis Contreras Pérez        | Independiente                     | Ind.                              | 1.288                             | 15,50%                            |                                   |

### Sierra Gorda

#### Alcaldes
| Actual alcaldesa       | Deborah Paredes Cuevas (Ind.) | Deborah Paredes Cuevas (Ind.) | Deborah Paredes Cuevas (Ind.) | Deborah Paredes Cuevas (Ind.) | Deborah Paredes Cuevas (Ind.) |
| Candidato              | Pacto                         | Partido                       | Votos                         | %                             | Resultado                     |
| ---------------------- | ----------------------------- | ----------------------------- | ----------------------------- | ----------------------------- | ----------------------------- |
| Deborah Paredes Cuevas | Contigo Chile Mejor           | Ind.PS                        | 407                           | 27,65%                        |                               |
| Diego Fernández Soto   | Chile Vamos                   | Ind.RN                        | 238                           | 16,17%                        |                               |
| José Guerrero Venegas  | Independiente                 | Ind.                          | 355                           | 24,12%                        |                               |
| Adriana Rivera Vega    | Independiente                 | Ind.                          | 472                           | 32,07%                        | Alcaldesa electa              |

### Taltal

#### Alcaldes
| Actual alcalde             | Guillermo Hidalgo Ocampo (Ind.) | Guillermo Hidalgo Ocampo (Ind.) | Guillermo Hidalgo Ocampo (Ind.) | Guillermo Hidalgo Ocampo (Ind.) | Guillermo Hidalgo Ocampo (Ind.) |
| Candidato                  | Pacto                           | Partido                         | Votos                           | %                               | Resultado                       |
| -------------------------- | ------------------------------- | ------------------------------- | ------------------------------- | ------------------------------- | ------------------------------- |
| Guillermo Hidalgo Ocampo   | Contigo Chile Mejor             | Ind.PS                          | 2.904                           | 36,92                           |                                 |
| Rosamery Orellana Figueroa | Independiente                   | Ind.                            | 548                             | 6,97%                           |                                 |
| Mario Acuña Villalobos     | Independiente                   | Ind.                            | 4.153                           | 52,80%                          | Alcalde electo                  |
| José Gutiérrez Ubeda       | Independiente                   | Ind.                            | 260                             | 3,31%                           |                                 |

## Provincia de El Loa

### Calama

#### Alcaldes
| Actual alcalde          | Eliecer Chamorro Vargas (FRVS) | Eliecer Chamorro Vargas (FRVS) | Eliecer Chamorro Vargas (FRVS) | Eliecer Chamorro Vargas (FRVS) | Eliecer Chamorro Vargas (FRVS) |
| Candidato               | Pacto                          | Partido                        | Votos                          | %                              | Resultado                      |
| ----------------------- | ------------------------------ | ------------------------------ | ------------------------------ | ------------------------------ | ------------------------------ |
| Eliecer Chamorro Vargas | Contigo Chile Mejor            | FRVS                           | 51.426                         | 55,23%                         | Alcalde reelecto               |
| Sergio Marmie Ibarrondo | Partido de la Gente            | PDG                            | 5.374                          | 5,77%                          |                                |
| Leslie Moll Vera        | Partido Social Cristiano       | PSC                            | 3.773                          | 4,05%                          |                                |
| Carolina Latorre Cruz   | Centro Democrático             | DEM                            | 11.788                         | 12,66%                         |                                |
| Daniel Agusto Pérez     | Independiente                  | Ind.                           | 15.794                         | 16,96%                         |                                |
| Alejandra Oliden Vega   | Independiente                  | Ind.                           | 4.961                          | 5,33%                          |                                |

### Ollagüe

#### Alcaldes
| Actual alcaldesa         | Marisol Lugo Nina (Ind.) | Marisol Lugo Nina (Ind.) | Marisol Lugo Nina (Ind.) | Marisol Lugo Nina (Ind.) | Marisol Lugo Nina (Ind.) |
| Candidato                | Pacto                    | Partido                  | Votos                    | %                        | Resultado                |
| ------------------------ | ------------------------ | ------------------------ | ------------------------ | ------------------------ | ------------------------ |
| Marisol Lugo Nina        | Independiente            | Ind.                     | 55                       | 5,33%                    |                          |
| Marcos Gaete Flores      | Chile Vamos              | Ind.UDI                  | 287                      | 27,81%                   |                          |
| Patricia Castillo Salva  | Independiente            | Ind.                     | 74                       | 7,17%                    |                          |
| Humberto Flores González | Independiente            | Ind.                     | 222                      | 21,51%                   |                          |
| Jhean Ramírez Domínguez  | Independiente            | Ind.                     | 394                      | 38,18%                   | Alcalde electo           |

### San Pedro de Atacama

#### Alcaldes
| Actual alcalde          | Justo Zuleta Santander (FRVS) | Justo Zuleta Santander (FRVS) | Justo Zuleta Santander (FRVS) | Justo Zuleta Santander (FRVS) | Justo Zuleta Santander (FRVS) |
| Candidato               | Pacto                         | Partido                       | Votos                         | %                             | Resultado                     |
| ----------------------- | ----------------------------- | ----------------------------- | ----------------------------- | ----------------------------- | ----------------------------- |
| Justo Zuleta Santander  | Contigo Chile Mejor           | FRVS                          | 3.004                         | 49,44%                        | Alcalde reelecto              |
| Aliro Catur Zuleta      | Chile Vamos                   | Ind.RN                        | 633                           | 10,42%                        |                               |
| Ricardo Mallorca Quispe | Partido de la Gente           | PDG                           | 760                           | 12,51%                        |                               |
| Denis Condori Anza      | Independiente                 | Ind.                          | 1.679                         | 27,63%                        |                               |

## Provincia de Tocopilla

### Tocopilla

#### Alcaldes
| Actual alcaldesa           | Ljubica Kurtovic Cortés (Ind.) | Ljubica Kurtovic Cortés (Ind.) | Ljubica Kurtovic Cortés (Ind.) | Ljubica Kurtovic Cortés (Ind.) | Ljubica Kurtovic Cortés (Ind.) |
| Candidato                  | Pacto                          | Partido                        | Votos                          | %                              | Resultado                      |
| -------------------------- | ------------------------------ | ------------------------------ | ------------------------------ | ------------------------------ | ------------------------------ |
| Ljubica Kurtovic Corés     | Independiente                  | Ind.                           | 6.303                          | 40,98%                         | Alcaldesa reelecta             |
| Pablo Albornoz Campusano   | Contigo Chile Mejor            | FRVS                           | 3.215                          | 20,90%                         |                                |
| Daniela Vecchiola Riquelme | Chile Vamos                    | Ind.RN                         | 5.704                          | 37,08%                         |                                |
| Luis Moyano Cruz           | Independiente                  | Ind.                           | 160                            | 1,04%                          |                                |

### María Elena

#### Alcalde
| Actual alcalde         | Omar Norambuena Rivera (Ind.) | Omar Norambuena Rivera (Ind.) | Omar Norambuena Rivera (Ind.) | Omar Norambuena Rivera (Ind.) | Omar Norambuena Rivera (Ind.) |
| Candidato              | Pacto                         | Partido                       | Votos                         | %                             | Resultado                     |
| ---------------------- | ----------------------------- | ----------------------------- | ----------------------------- | ----------------------------- | ----------------------------- |
| Omar Norambuena Rivera | Chile Vamos                   | Ind.UDI                       | 1.477                         | 46,43%                        |                               |
| Viviana Cuello Rivera  | Independiente                 | Ind.                          | 1.704                         | 53,57%                        | Alcaldesa electa              |